# Bo Jonsson (höjdhoppare)
Bo "Vista" Jonsson född 17 januari 1947, är en svensk höjdhoppare och friidrottare under 1960-talet. Han tävlade för IK Vista och IFK Norrköping.

## Främsta meriter
Bo Jonsson var svensk rekordhållare i höjdhopp åren 1968–1971. Han vann två SM-guld.

## Idrottskarriär (höjdhopp)
År 1965 vann Bo Jonsson SM i höjdhopp på 2,07. Han upprepade sitt SM-guld år 1967, denna gång på 2,10. Den 17 juli 1968 slog Jonsson Stickan Petterssons svenska rekord genom att ta 2,17. Den 11 maj 1969 förbättrade han sitt rekord till 2,18. Han fick dock dela detta rekord med Kenneth Lundmark, som nådde samma resultat i tävlingen. Detta rekord skulle stå sig tills Jan Dahlgren slog det 1971.